# Barranco de Guayadeque
El barranco de Guayadeque es un barranco situado en la isla de Gran Canaria (Canarias, España). Se ubica en los municipios de Valsequillo, Agüimes e Ingenio, separando a los dos últimos.
Es uno de los barrancos más grandes del archipiélago. Destaca por sus restos arqueológicos prehispánicos y por sus valiosos endemismos de flora y fauna. También destaca por la gran cantidad de casas-cuevas que hay, incluso una ermita y varios restaurantes cavados en la roca.
En 2000 fue declarado Monumento Natural.

## Restos arqueológicos
La zona es muy importante a nivel arqueológico, pues existen cientos de cuevas que albergaron a muchísimos aborígenes.
En 1991 fue declarado Bien de Interés Cultural con categoría de zona arqueológica.
Las excavaciones continúan, habiéndose descubierto en 2020 zonas aborígenes intactas.
La mayor colección de momias y utensilios aborígenes encontrados aquí se encuentran en el Museo Canario de Las Palmas de Gran Canaria. Algunas de estas cuevas son conocidas como: "Cuevas Muchas", "Cueva Labrá", el "Risco del Canario", el "Risco Vicentico", el "Risco del Negro", etc. 

## Demografía
La población del Barranco de Guayadeque es reducida pero todavía quedan núcleos determinados. El primer núcleo poblacional se llama "Cueva Bermeja", cuyo nombre se debe al color de la piedra. El segundo núcleo poblacional se llama "Montaña de las Tierras" donde pueden visitar una casa cueva canaria y conocer como vivían los antiguos canarios, también es llamada zona de "Los Marteles" donde se encuentra la ermita de San Juan Bautista.
En ambos núcleos existen zonas de servicios, aparcamientos, restaurantes en todo el barranco y souvenirs (Casa Cueva Canaria) dentro del sendero de Montaña de las Tierras, podrán ver como se vivía antiguamente en las cuevas etc. En las dos zonas se puede degustar el típico vino de la zona, así como la carne de cochino frita y las papas arrugadas.

## Flora
En conjunto, Guayadeque es un barranco de extraordinarias proporciones y de gran belleza, donde confluyen elementos naturales singulares de la flora, ya que en sus laderas se refugia una buena muestra de flora autóctona, con abundantes endemismos canarios y macaronésicos. Se caracteriza por el dominio de matorrales con presencia destacada de la tabaiba dulce (Euphorbia balsamifera) y, en menor medida, del cardón (Euphorbia canariensis). La presencia de la tabaiba amarga (Euphorbia regis-jubae), queda estrictamente ligada a las circunstancias ambientales. Asimismo, abundan los balos (Plocama pendula), algunos acebuches y endemismos como la lajarilla de Gran Canaria (Helianthemum tholiforme), la pataconejo fina o el palo de sangre, aunque también existen algunos prácticamente exclusivos de la zona, como la escobilla de Guayadeque (Kunkeliella canariensis) y el picopajarito colgante (Kickxia pendula). 

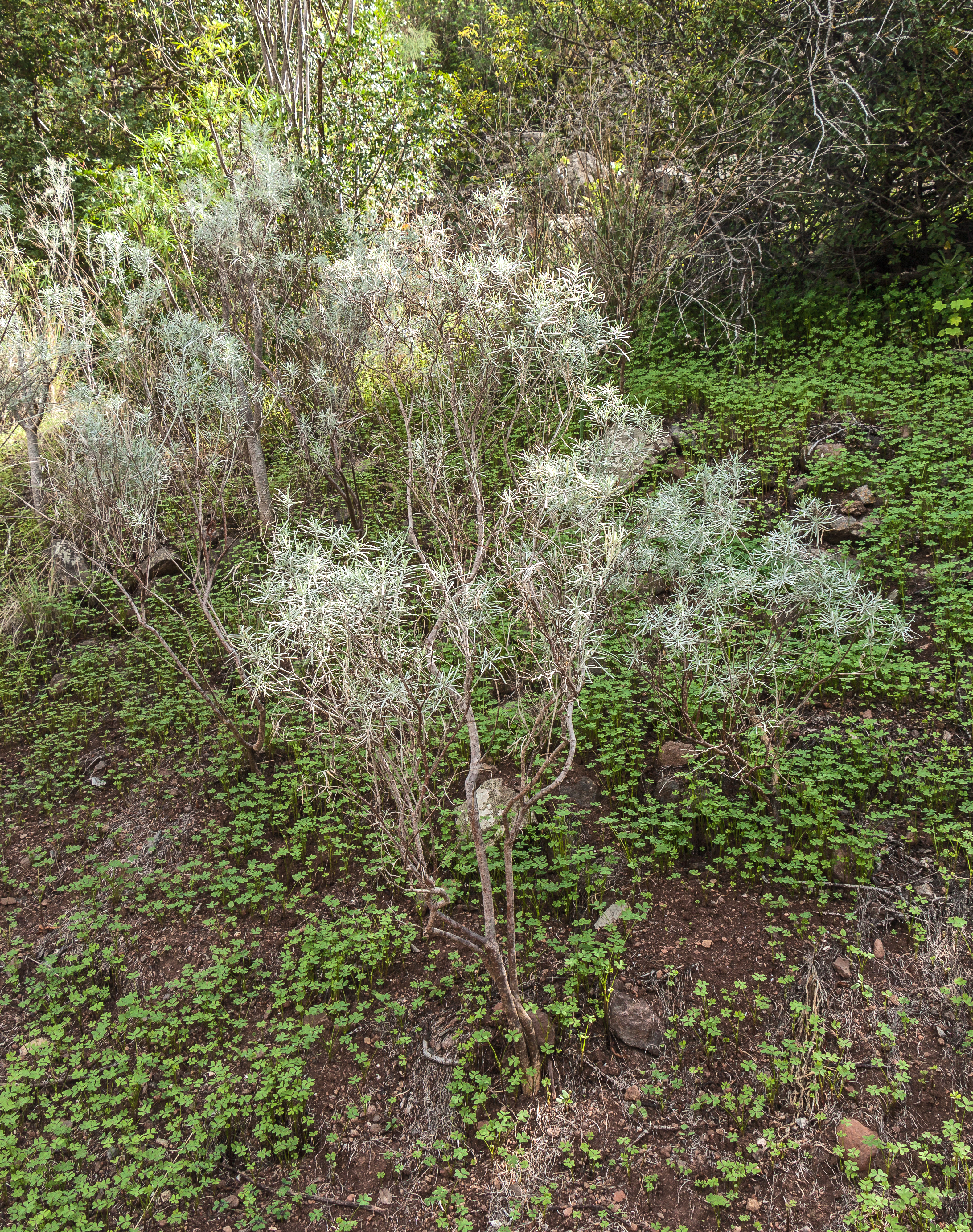
Dama de Guayadeque (Parolinia platypetala)

En las laderas o en zonas de transición hacia el bosque termófilo, por elementos típicos del termófilo como acebuches (Olea cerssiformis) y sabinas (Juniperus turbinata ssp. canariensis). Además de comunidades rupícolas en los numerosos paredones del barranco compuestos por bejeques (Aeonium hierrense), taginastes (Echium decaisnei), cerrajas (Sonchus canariensis), cardos (Carduus tenuiflorus), matos de risco (Sonchus canariensis), pequeños helechos, etc.); comunidades higrófilas, dominadas por sauce canario o sao (Salix canariensis), asociados a cauces con presencia de agua constante; y comunidades típicas de monteverde termófilo, como el mocán (Visnea mocanera), barbusano (Apollonias barbujana), madroño (Arbutus canariensis) y el laurel (Laurus novocanariensis) entre otras. El acebuche (Olea cerasiformis) , gracias a su capacidad de regeneración y recolonización, aparece formando acebuchal abierto en pendientes acusadas de poco suelo, con porte arbustivo y pocas especies acompañantes, con algunas especies frecuentes como la dama de Guayadeque (Parolinia platypetala), el bejeque rosado (Aeonium percarneum) y la hierba puntera (Sedum sediforme). También se establecen especies exóticas como la pita (Agave americana) y la tunera (Opuntia maxima), plantada en el pasado para el cultivo de la cochinilla (Dactylopius coccus) y por sus frutos comestibles o tunos.

## Fauna
La fauna que se desarrolla en este espacio natural se caracteriza por una elevada tasa de endemismos tanto vertebrados como invertebrados.

### Vertebrada

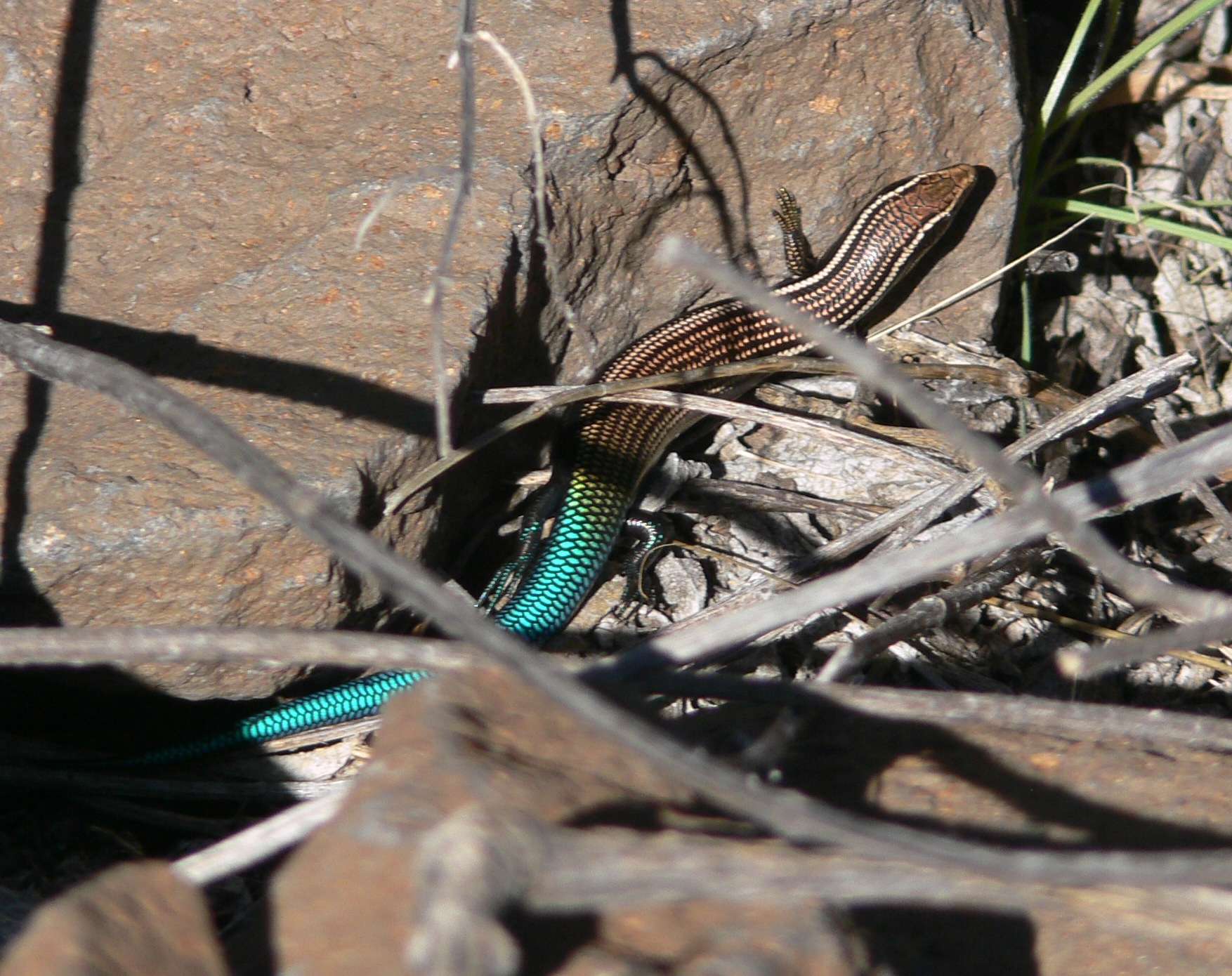
Lisa de Gran Canaria (Chalcides sexlineatus)

Los reptiles están representados por las tres especies endémicas del archipiélago: el lagarto gigante de Gran Canaria (Gallotia stehlini), la lisa (Chalcides sexlineatus ) y el perenquén (Tarentola boettgeri), de hábitos nocturnos, se oculta durante el día bajo piedras y en las grietas.
Los anfibios destacan por la rana común (Pelophylax perezi), vinculada a la presencia permanente de agua, y la ranita de San Antonio (Hyla meridionalis), que con frecuencia abandona el entorno acuático y desarrolla parcialmente su vida sobre plantas, en sectores de abundante humedad, y regresa al medio acuático para su reproducción. 
En cuanto a los mamíferos destacan el conejo (Oryctolagus cuniculus), que fue introducido con fines cinegéticos, causando en la actualidad desequilibrios en la flora y la merma de la producción agrícola.

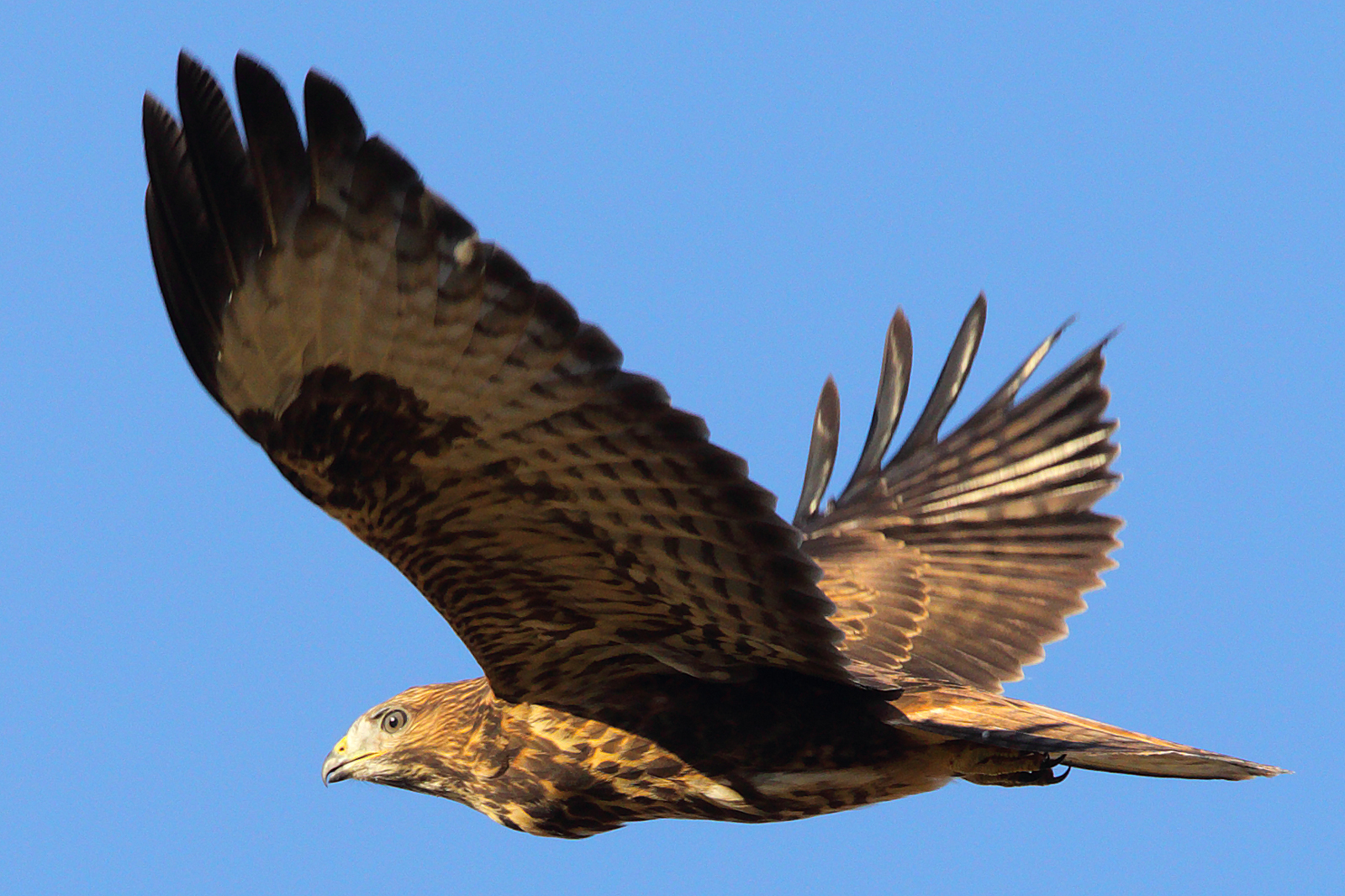
Aguililla o ratonero común (Buteo buteo)

Las aves constituyen el grupo vertebrado con mayor presencia en el barranco. La alpispa (Motacilla cinerea), representa el ave acuática más común del barranco, que frecuenta el entorno de las acequias. Los marcados escarpes y el desarrollo de la vegetación propicia la aparición de hábitats adecuados para el desarrollo de especies como el águila ratonera, popularmente denominada como aguililla (Buteo buteo insularum), el cernícalo (Falco tinnunculus canariensis), el búho chico (Asio otus canariensis), la lechuza (Tyto alba alba), el cuervo (Corvus corax) y la paloma bravía (Columba livia canariensis). Entre las aves distruidas en entornos con mayor presencia arbórea se encuentran el canario (Serinus canaria), el pardillo (Acanthis cannabina), el verderón común (Chloris chloris), el jilguero (Carduelis carduelis), el herrerillo común (Cyanistes caeruleus), la curruca cabecinegra (Sylvia melanocephala leucogastra), la curruca tomillera (Sylvia conspicillata orbitalis) y el mirlo (Turdus merula cabrerae). En los últimos años la tórtola de collar (Streptopelia risoria) se ha extendido de forma espectacular. En cuanto a las especies perdiz roja (Alectoris rufa), la codorniz (Coturnix coturnix), la paloma bravía (Columba livia), la tórtola común (Streptopelia turtur) y la gaviota patiamarilla (Larus cachinnans) se encuentran incluidas en el Anexo I del Real Decreto 1095/1989, de 8 de septiembre, por lo que son aptas para la caza y pesca.

### Invertebrada

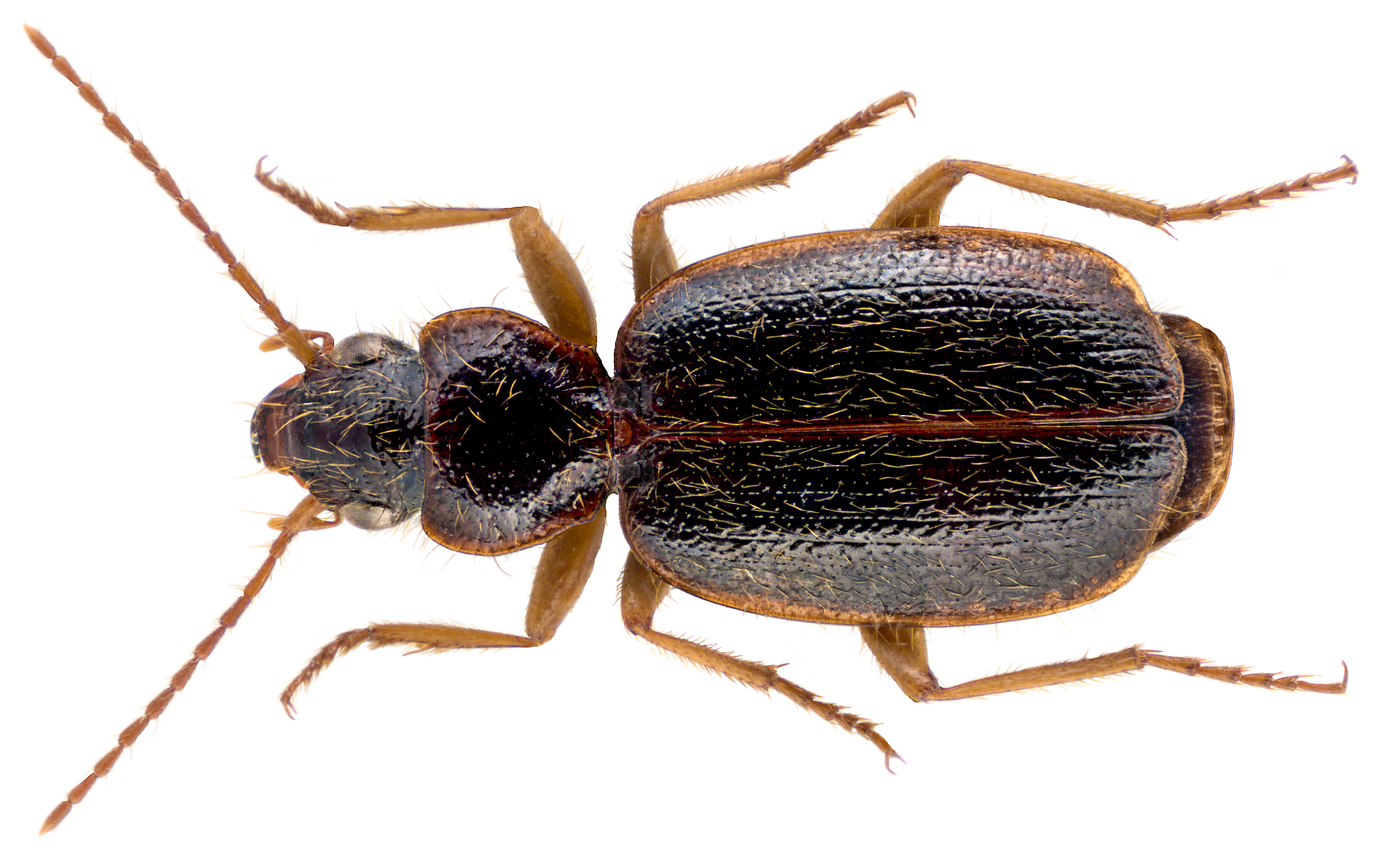
Cymindis cincta

De los moluscos están presentes dos endemismos exclusivos de Gran Canaria Plutonia tamaranesis y Hemicycla ethelema. De los artrópodos el grupo mejor representado es el de los insectos. Los coleópteros poseen el mayor número de endemismos grancanarios y canarios, entre los que destacan el brosco grancanario (Broscus glaber), el Carabus coarctatus, el Hegeter impressus, la Cymindis cincta y el cucalán cabezón (Nesecinopus fortunstus), entre otros.
Los hemípteros presentan dos especies endémicas canarias como son la chinche correo pintada (Noualhieria quadripunctata) y el zapatero canario (Velia lindbergi). En cuanto a los himenópteros destacan una especie endémica de Gran Canaria, la avispa de tabaiba (Ancistrocerus haematodes rubropictus) y cuatro especies endémicas de canarias. Los lepidópteros presentan dos endemísmos canarios: la mariposa maculata canaria (Pararge xiphioides) y la esfinge canaria de las tabaibas (Hyles tithymali tithymali) y otra especie no endémica como la mariposa azul rabilarga (Lampides boeticus). Los ortópteros están representados por dos endemismos canarios, el saltamontes común (Calliptamus plebeius) y la arminda de Burr (Arminda burri). 

## Turismo
Cuenta con un centro de interpretación en Agüimes.

## Galería

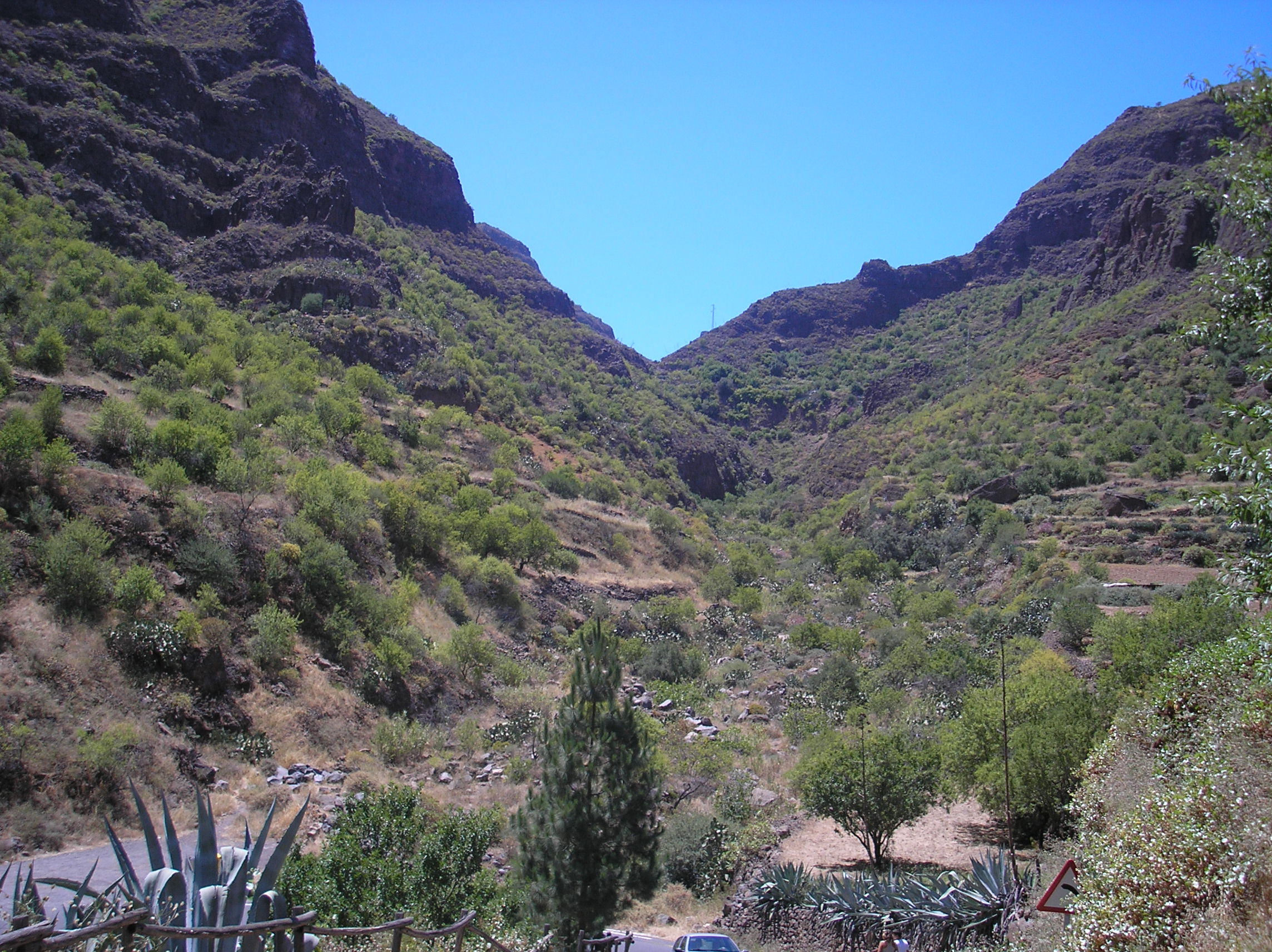
Vista desde el S-E.
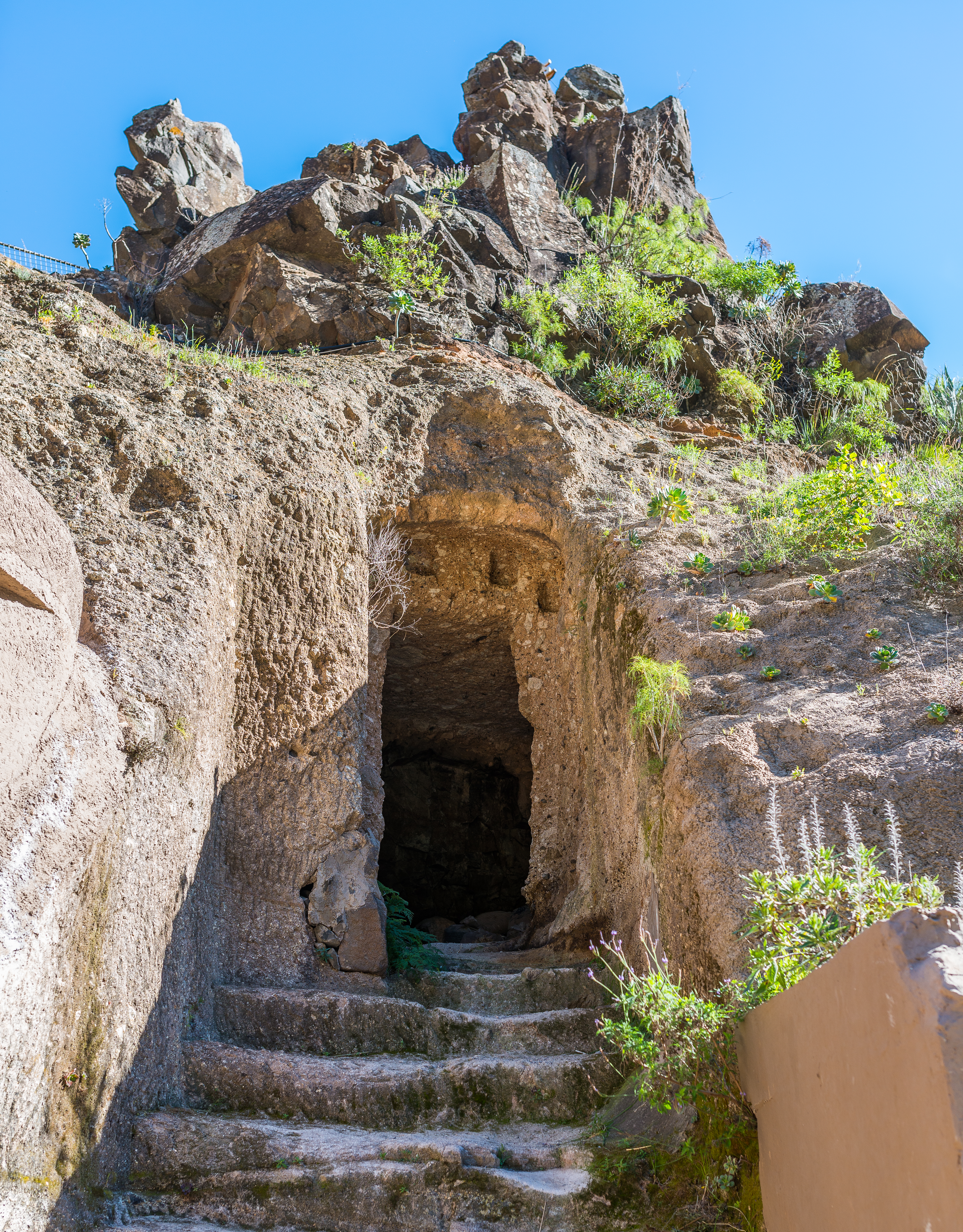
Antiguos escalones que conducen a una cueva.
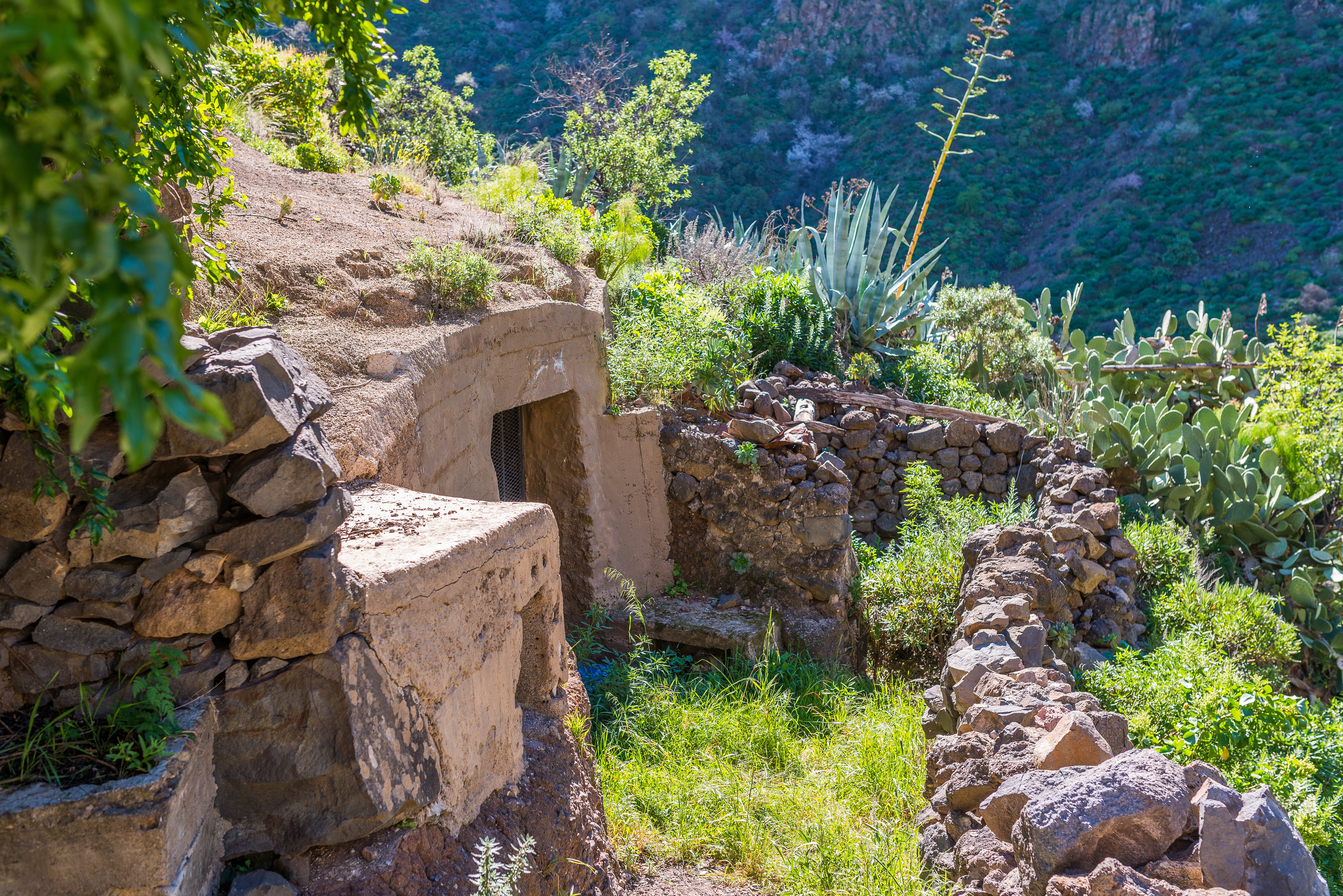
Otras cuevas.
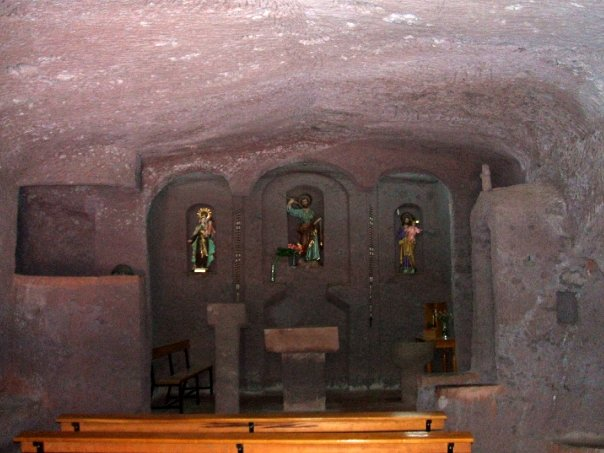
Capilla de la cueva en las viviendas de Bermeja.
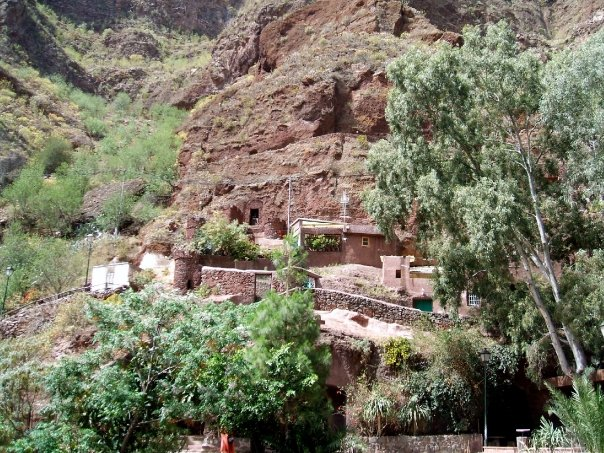
Grupo de casas cueva en Bermeja.
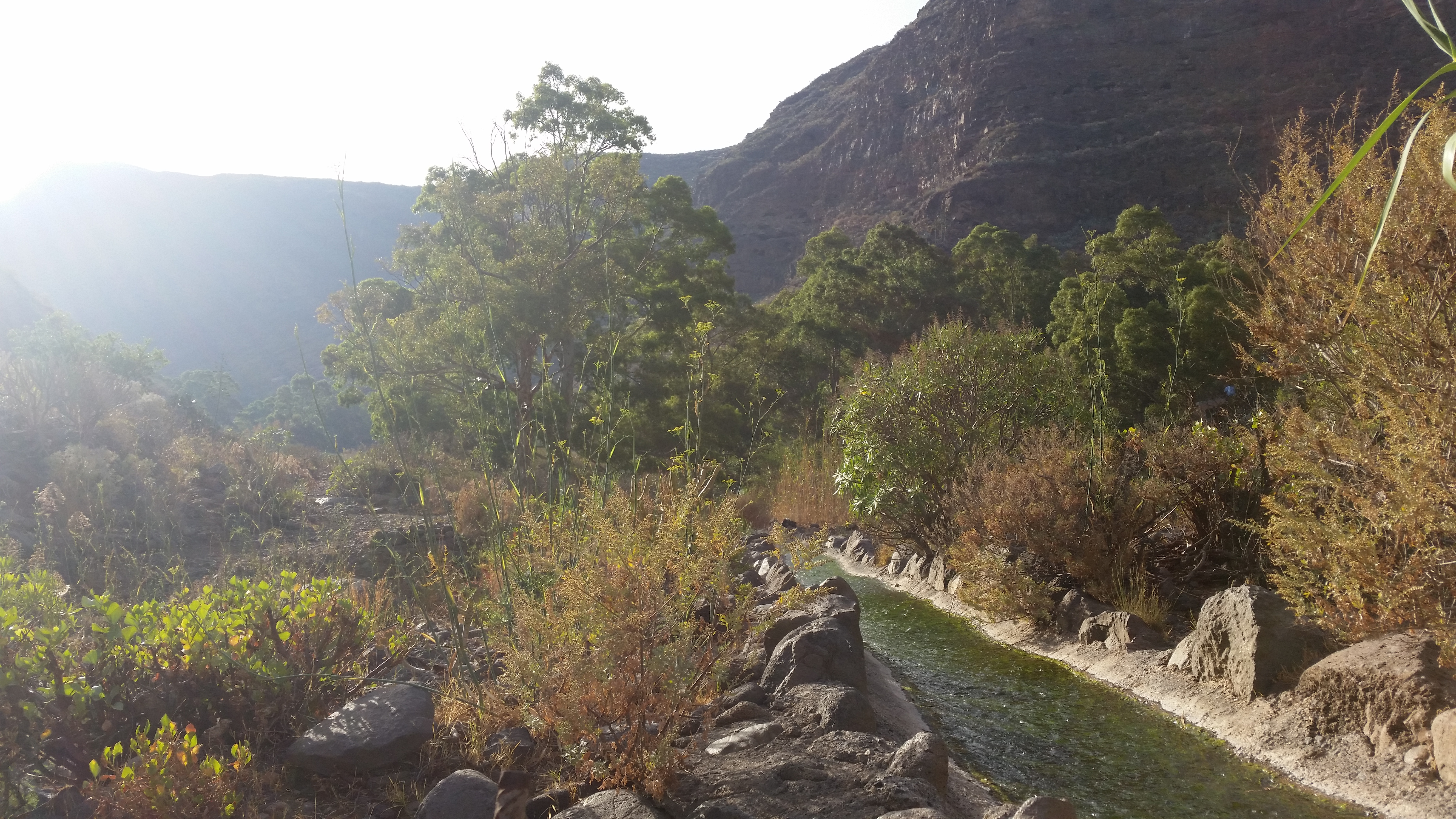
Una de las corrientes que fluye en el valle.
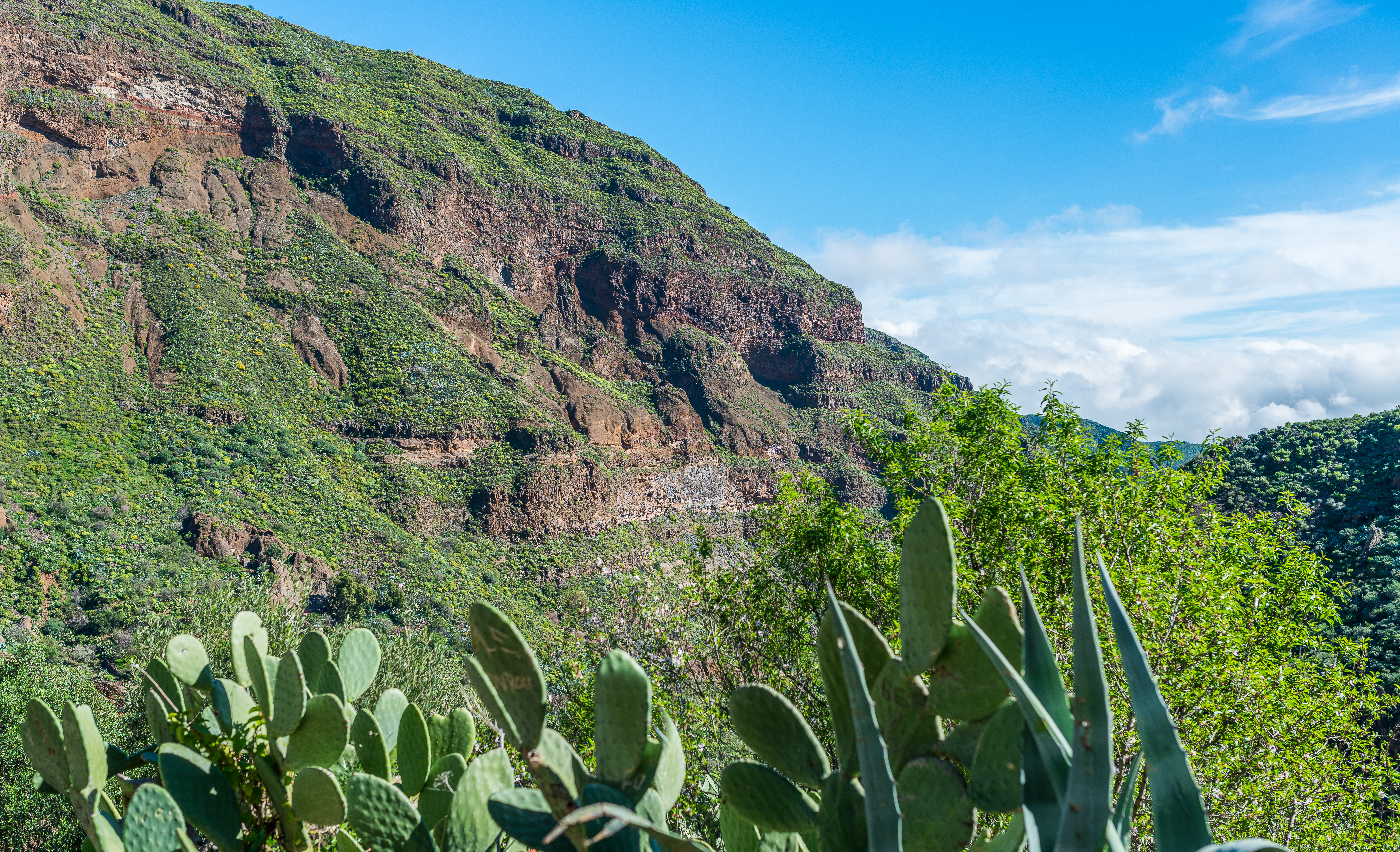
Pistas escarpadas.
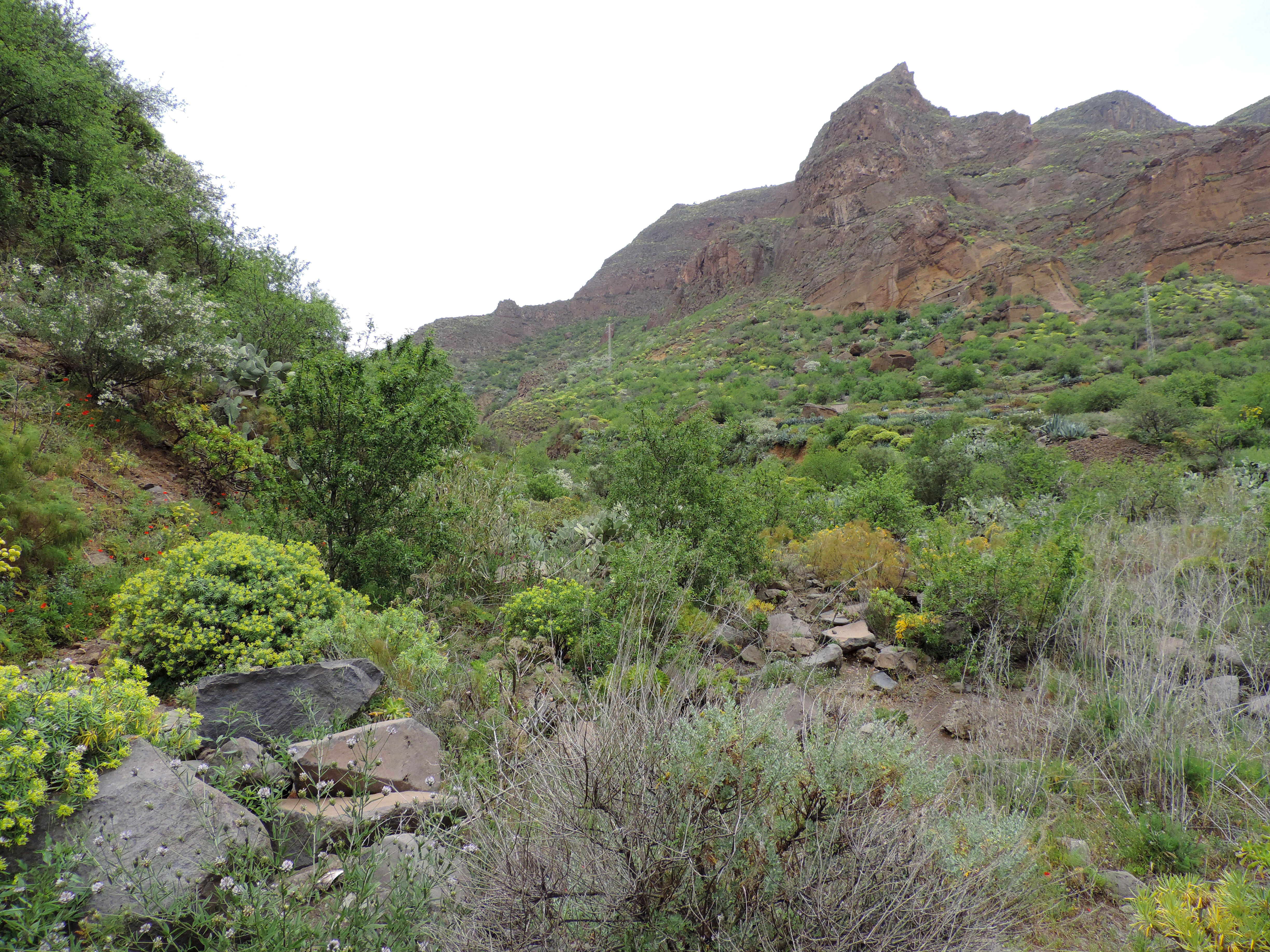
Primer plano de la vegetación. Casas al pie del acantilado.
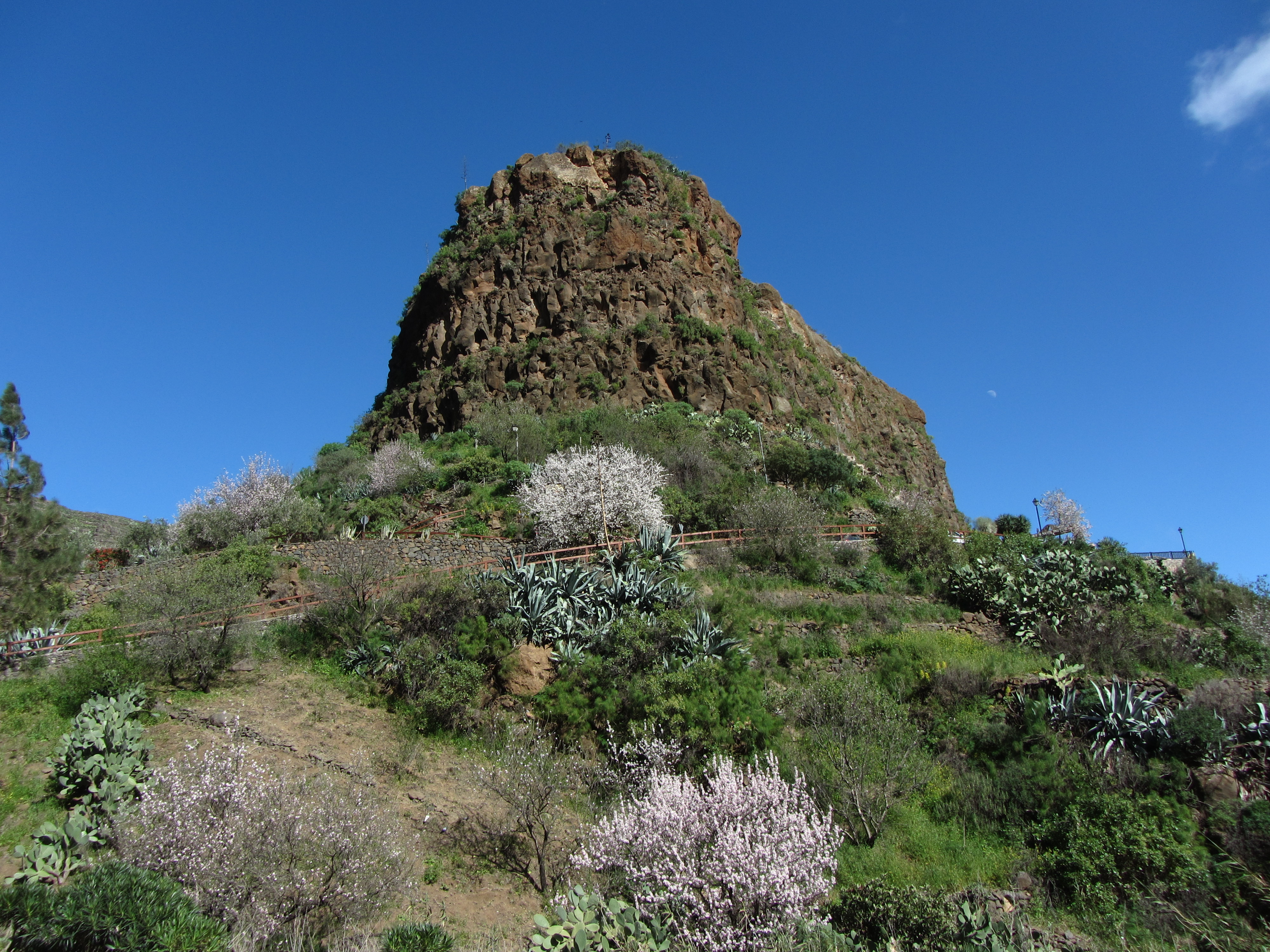
Torre y almendros florecidos.
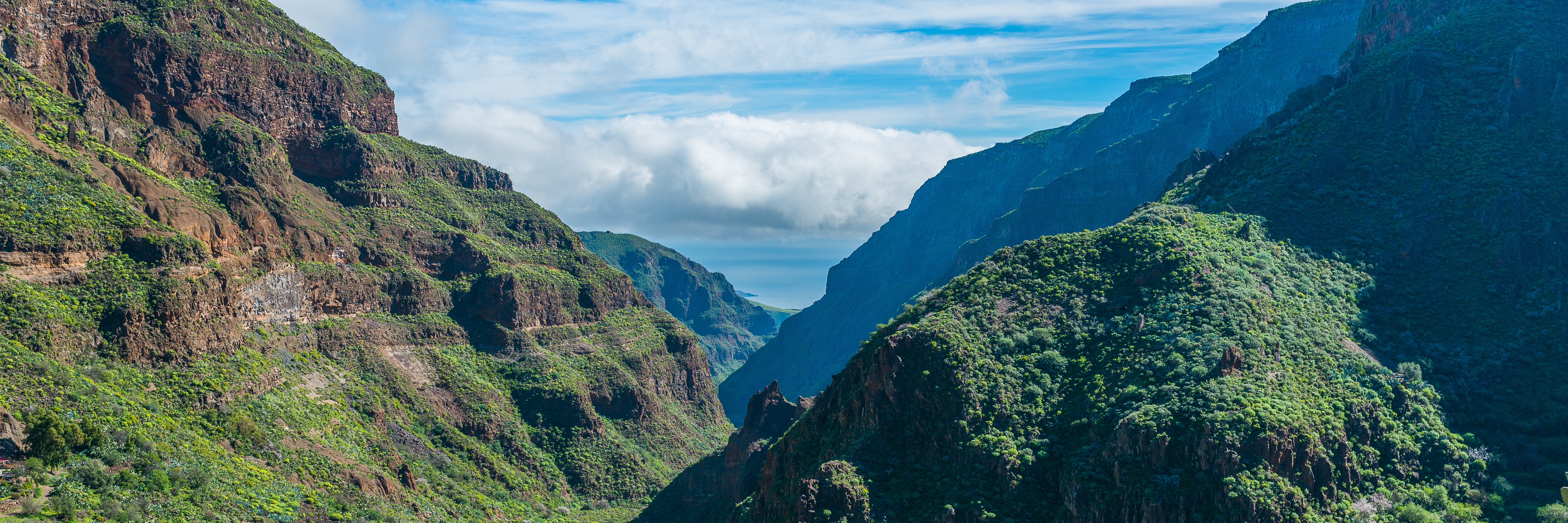
Vista general desde la cabecera del barranco.
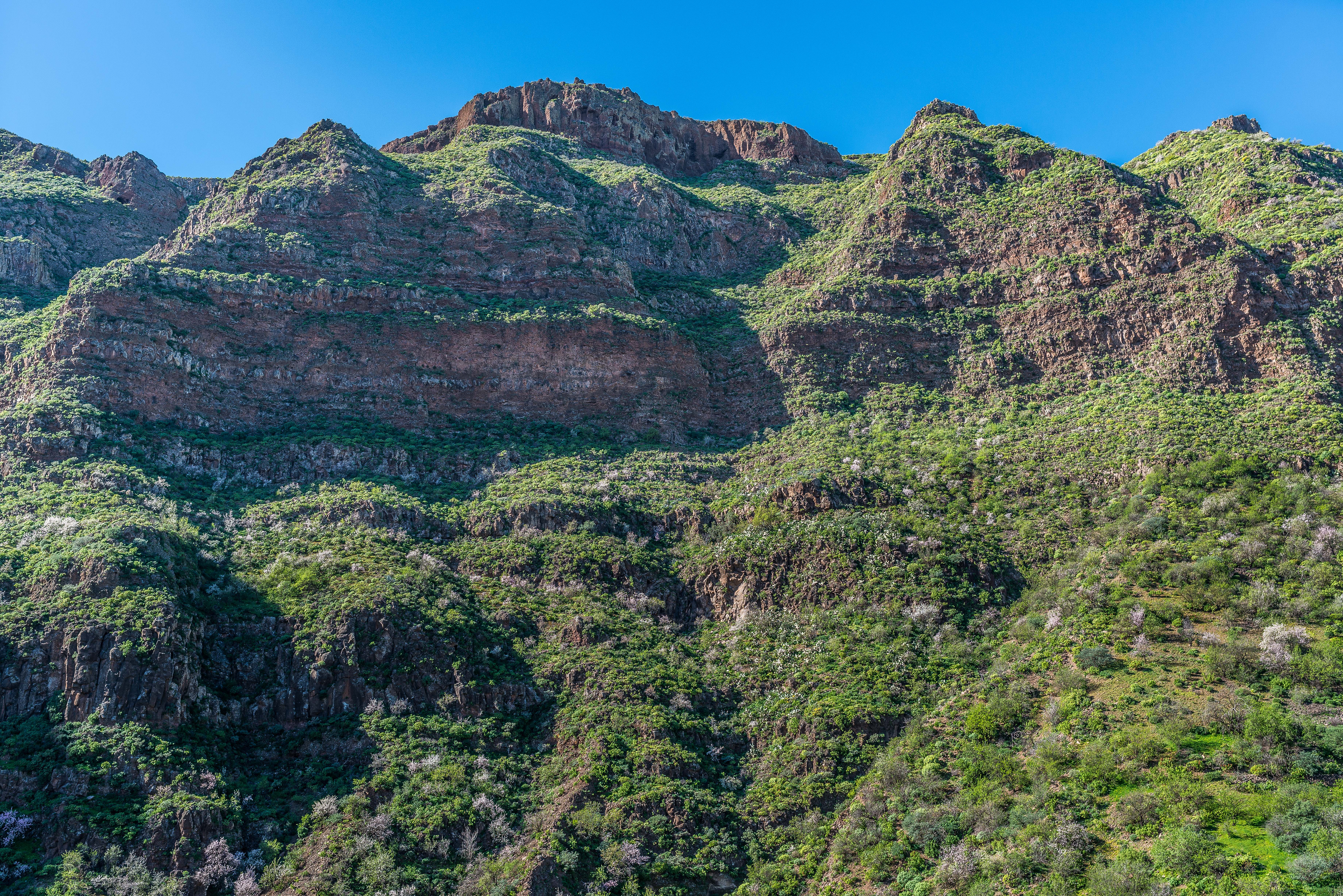
Escarpes del lado sur del barranco.